# Ed Beers
Edward Joseph "Ed" "Eddy" Beers, född 12 oktober 1959, är en nederländsk-kanadensisk före detta professionell ishockeyspelare som tillbringade fem säsonger i den nordamerikanska ishockeyligan National Hockey League (NHL), där han spelade för ishockeyorganisationerna Calgary Flames och St. Louis Blues. Han producerade 210 poäng (94 mål och 116 assists) samt drog på sig 256 utvisningsminuter på 250 grundspelsmatcher. Beers spelade också på lägre nivåer för Colorado Flames i Central Hockey League (CHL) och Denver Pioneers (University of Denver) i National Collegiate Athletic Association (NCAA)
Han blev aldrig draftad av någon NHL-organisation.

## Statistik
| 1976–1977   | Merritt Centennials | BCJHL       | 30  | 12 | 7   | 19  | 138 | —  | — | —  | —  | —  |
| 1977–1978   | Merritt Centennials | BCJHL       | 63  | 55 | 60  | 115 | 100 | —  | — | —  | —  | —  |
| 1978–1979   | Denver Pioneers     | NCAA        | 17  | 7  | 5   | 12  | 23  | —  | — | —  | —  | —  |
| 1979–1980   | Denver Pioneers     | NCAA        | 36  | 13 | 20  | 33  | 24  | —  | — | —  | —  | —  |
| 1980–1981   | Denver Pioneers     | NCAA        | 39  | 24 | 15  | 39  | 63  | —  | — | —  | —  | —  |
| 1981–1982   | Calgary Flames      | NHL         | 5   | 1  | 1   | 2   | 21  | —  | — | —  | —  | —  |
|             | Denver Pioneers     | NCAA        | 42  | 50 | 34  | 84  | 59  | —  | — | —  | —  | —  |
| 1982–1983   | Calgary Flames      | NHL         | 41  | 11 | 15  | 26  | 21  | 8  | 1 | 1  | 2  | 27 |
|             | Colorado Flames     | CHL         | 29  | 12 | 17  | 29  | 52  | —  | — | —  | —  | —  |
| 1983–1984   | Calgary Flames      | NHL         | 73  | 36 | 39  | 75  | 88  | 11 | 2 | 5  | 7  | 12 |
| 1984–1985   | Calgary Flames      | NHL         | 74  | 28 | 40  | 68  | 94  | 3  | 1 | 0  | 1  | 0  |
| 1985–1986   | Calgary Flames      | NHL         | 33  | 11 | 10  | 21  | 8   | —  | — | —  | —  | —  |
|             | St. Louis Blues     | NHL         | 24  | 7  | 11  | 18  | 24  | 19 | 3 | 4  | 7  | 8  |
| NHL totalt  | NHL totalt          | NHL totalt  | 250 | 94 | 116 | 210 | 256 | 41 | 7 | 10 | 17 | 47 |
| CHL totalt  | CHL totalt          | CHL totalt  | 29  | 12 | 17  | 29  | 52  | —  | — | —  | —  | —  |
| NCAA totalt | NCAA totalt         | NCAA totalt | 134 | 94 | 74  | 168 | 169 | —  | — | —  | —  | —  |